# Котлов, Анатолий Георгиевич
Анатолий Георгиевич Котлов (1922—1945) — Герой Советского Союза, командир мотоциклетной роты 82-го отдельного мотоциклетного батальона 23-го танкового корпуса 2-го Украинского фронта, лейтенант.

## Биография
Родился 12 августа 1922 года в деревне Ложково ныне Кологривского района Костромской области в семье крестьянина. Русский. В детстве с родителями переехал в посёлок (с 1958 года — город) Мантурово той же области. Здесь он окончил школу-семилетку, начал работать токарем на фанерном заводе.
В июне 1941 года был призван в Красную Армию. В декабре 1942 года окончил Саратовское автобронетанковое училище. В начале 1943 года лейтенант Котлов прибыл в расположение разведывательного батальона 23-го танкового корпуса на должность командира мотоциклетного взвода. Взвод, который принял Котлов, состоял из 32 человек. В нём было 12 мотоциклов марки АМ-600. В каждом из трех отделений — ручной пулемет, у всех бойцов — автоматы или карабины.
Никаких боевых традиций у молодой моточасти не было, так как она только что было создана.
Боевое крещение молодой офицер принял в июле 1943 года, когда 23-й танковый корпус вошёл в прорыв, развивая наступление Юго-Западного фронта на Донбасс. Разведбатальон, уйдя далеко вперёд, оторвался от главных сил корпуса. Разведчики рвали коммуникации, перекрывали пути отхода врагу. В районе города Красноармейска мотоциклистам с ходу удалось захватить аэродром противника с 15 самолётами, экипажами и вспомогательными силами. В этом бою Котлов был ранен осколком в бок, но в тыл не ушёл, остался в медсанбате и вскоре вернулся в строй.
В дальнейшем он участвовал в боях за освобождение ряда городов юга Украины. За находчивость и смелость при выполнении разведывательных операций летом 1944 года лейтенант Котлов получил первую награду — орден Отечественной войны 2-й степени. Осенью 1944 года войска 2-го Украинского фронта подошли к границам Румынии. Лейтенант Котлов к этому времени командовал уже мотоциклетной разведывательной ротой.
В начале октября рота лейтенанта Котлова с приданными ей взводом бронетранспортёров и противотанковой батареей получила приказ углубиться в тыл противника на 30—35 км и оседлать стратегические шоссейную и железную дороги, соединяющие Клуж с городом Орадеа-Маре. 9 октября, после трёхдневного перехода по вражеским тылам, мотоциклисты внезапным ударом перерезали транспортную артерию, с ходу взорвали железнодорожное полотно перед носом немецкого поезда, уничтожили важный мост на шоссе. Двое суток, до подхода основных сил, рота удерживала позиции, сея панику и нарушая транспортное передвижение в тылу противника. За это время бойцы уничтожили до 18 автомобилей и большое количество живой силы врага.
Развивая наступление, разведчики Котлова первыми ворвались в город Орадеа-Маре, завязали на его окраинах уличные бои и прорвались к центру города. Очищая квартал за кварталом, вышли на западную окраину и здесь окончательно закрепили свой успех. За время уличных боёв разведчиками было уничтожено 75 гитлеровцев и 53 взято в плен.
За личную храбрость и бесстрашие в боях, умение руководить подразделением лейтенант Котлов был представлен к званию Героя Советского Союза. Пока ходили по инстанциям наградные документы, бои продолжались.
20 февраля 1945 года в районе Будапешта группа мотоциклистов во главе с лейтенантом Котловым при возвращении из разведки попала под артиллерийский огонь. Командир был тяжело ранен в лопатку и скончался в медсанбате от потери крови. О присвоении высокого звания Героя так и не узнал.
Указом Президиума Верховного Совета СССР от 24 марта 1945 года за образцовое выполнение заданий командования и проявленные мужество и героизм в боях с немецко-фашистскими захватчиками лейтенанту Котлову Анатолию Георгиевичу присвоено звание Героя Советского Союза.
Похоронен в местечке Капольнашньек (40 км юго-западнее Будапешта, Венгрия).

## Награды
- Медаль «Золотая Звезда»;
- орден Ленина;
- орден Отечественной войны 2-й степени;
- медали.

## Память
Именем Анатолия Котлова названы улицы в городах Кологрив, Мантурово и Шарья.